# 盗蜜

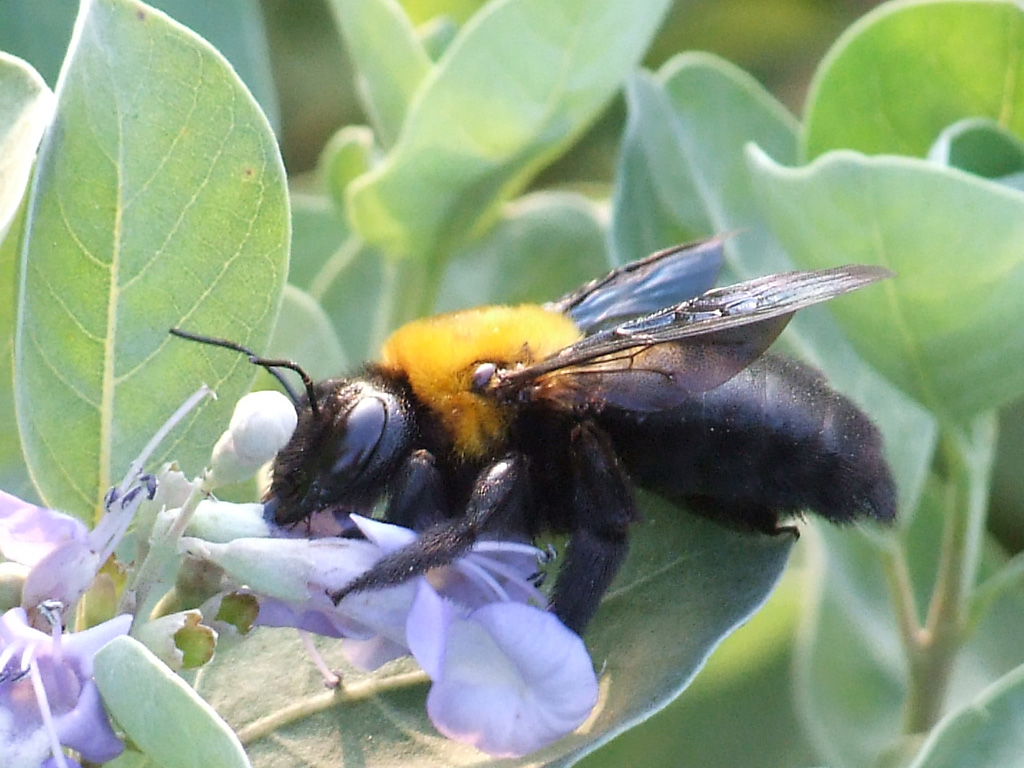
盗蜜しているクマバチ
花の下部に食いつき、花粉に触れずに蜜集めをしている。

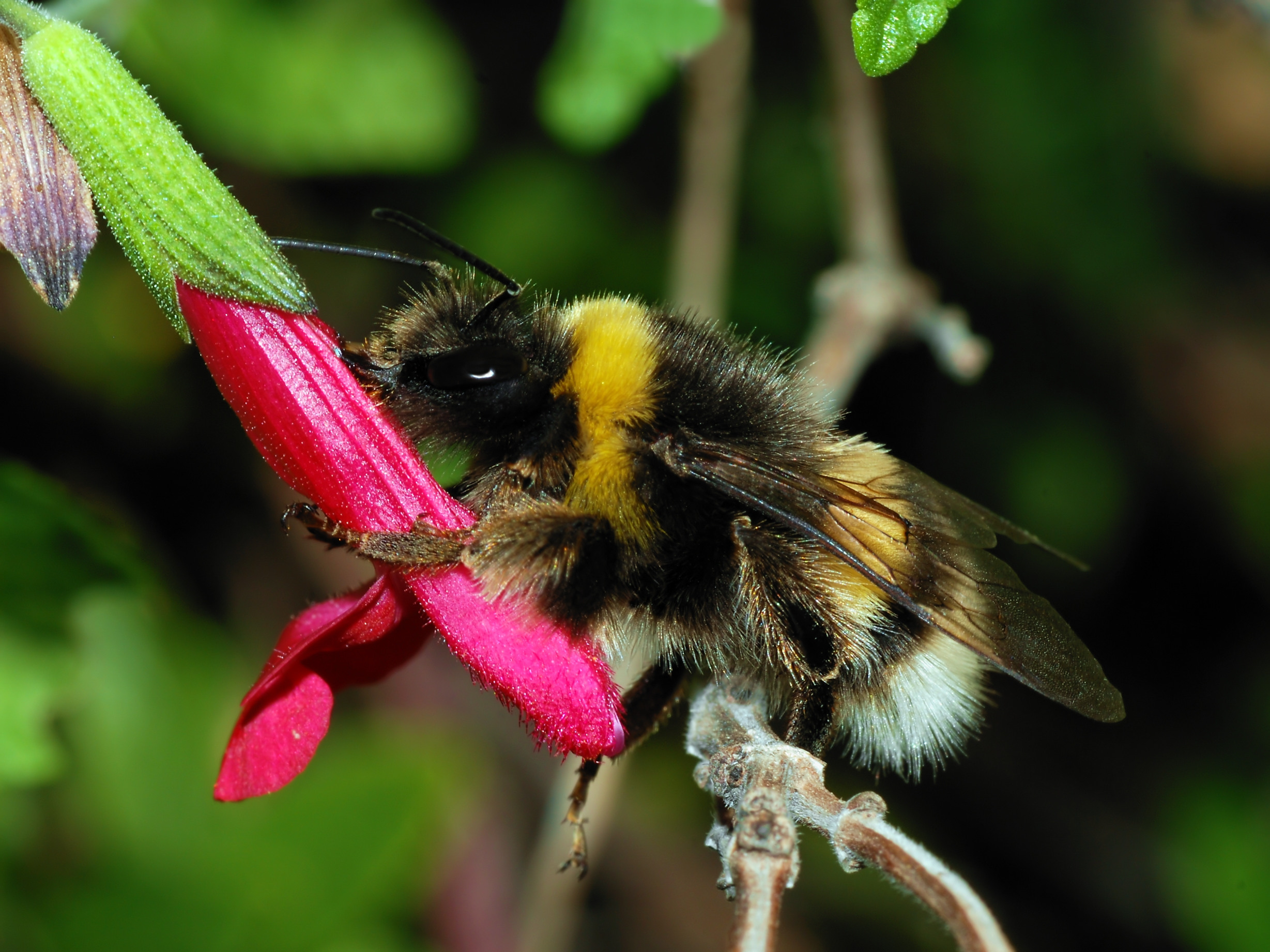
セイヨウオオマルハナバチ(Bombus terrestris)の例

盗蜜（とうみつ、英語:nectar robbing）とは、昆虫や鳥などの動物が受粉を行わず花蜜のみを奪うこと。送粉生態学（花生態学）・動物行動学用語。
花で蜜を分泌する被子植物は、その蜜で動物を誘引し、動物に送粉させるように共進化してきたと考えられている。そのような動物は送粉者として植物に利益をもたらしている。一方、訪花動物の中には、蜜のみを奪って受粉に関与しないものもおり、盗蜜者（nectar robber）と呼ばれる。ツリフネソウでは送粉者として振舞うトラマルハナバチが、ゼンテイカでは盗蜜者となるなど、盗蜜・送粉の別は植物と動物の相互関係で定まる。
盗蜜のパターンは田中(1993年)によれば、
1. 花弁（花びら）や萼（がく・花被片）の間から蜜を吸い取る。
2. チョウやガ（チョウ目）は、長い口吻で蜜腺から直接蜜を取る。
3. 花よりも相対的に小さな体であるため、葯や柱頭に触れないで花の奥にもぐりこみ、蜜を取る。
4. 花に穴を開ける、または花を引き裂いて蜜を取る。
5. 上記4.で開けられた穴を利用して蜜を取る。

の5種類に分類されている。

## 例

### 鳥類
サクラの花蜜を吸う野鳥のうち、メジロやヒヨドリは顔を花粉で黄色く染め花粉を運ぶ送粉者であるが、スズメは花の根元を嘴でちぎり蜜のみを吸う盗蜜者である。

### 昆虫
昆虫の場合、チョウ目・アリ・アザミウマが良く観察される盗蜜者である。また、多くの花の有力な送粉者であるハナバチ類も、体の大きさと花の大きさが合わない場合は、送粉を行わずに盗蜜を行う。特に体の大きいクマバチやオオマルハナバチ類は、しばしば穿孔盗蜜（花の根本に穴をあける盗蜜方法）を行う。

## 防御
植物には、盗蜜に対抗するような特徴を持つものもある。
花筒の保護
丈夫な萼などで花筒を保護する。（ザクロ・オヒルギ・ヤブツバキ）
花期に萼から粘液を分泌してアリなどの侵入を阻止する。（モチツツジ）
蜜の分散（頭状花序）
キク科植物のように小さな花が集まった頭状花序（頭花）をつくり、蜜を「小分け」にしておく。動物は、一つ一つの小花から盗蜜するよりも頭花上で蜜集めするほうが効率が良く、結果、送粉を行うことになる。
防御用の空間
マンテマ・ホタルブクロなどは花の外部から穴を開けても蜜腺が現れないように、蜜腺までの間に空隙を作る。
蜜腺の位置が不定
ナガハシスミレでは、蜜腺の位置が不定であり、花の外部形態から蜜腺の位置が不明である。したがって、外部から花に穴を開けて盗蜜することが難しくなっている。

## 関連用語
- 受粉 / 送粉者 / 蜜食動物